# Telaranea bischleriana
Telaranea bischleriana là một loài Rêu trong họ Lepidoziaceae. Loài này được Pocs mô tả khoa học đầu tiên năm 2006.